# Hangyászsünfélék
A hangyászsünfélék (Tachyglossidae) a tojásrakó emlősök (Ornithodelphia) alosztályának, azon belül a kloákások rendjének (Monotremata) egyik családja, a kacsacsőrű emlősök mellett. Míg a kacsacsőrű emlősök közé csak egyetlen faj tartozik, addig a hangyászsünöket négy faj is képviseli. Korábbi rendszerekben a hangyászsünöket és a kacsacsőrű emlősöket távoli rokon tojásrakó emlősöknek vélték, így két külön rendbe sorolták őket. Azonban a molekuláris biológiai eredmények bizonyították azt, hogy ez a két csoport sokkal közelebbi rokon, mint azt korábban vélték, vagyis a kacsacsőrűek és a hangyászsünök közelebb állnak egymáshoz, mint bármelyik más fosszilis tojásrakóhoz.

## Megjelenése
A hangyászsünök teste henger alakú, zömök, fejük csőrszerű nyúlványban végződik, mely tulajdonképpen a kacsacsőrűek módosult csőrképződményének tekinthetők, mely a táplálkozási mód (hangyaevés) miatt alakult ki. A csőr végén szűk szájnyílás van, melyből vékony, féregszerű nyelvüket képesek kiölteni. A nyelvet a nyálmirigyek állandóan ragadós váladékkal látják el, a hangyák gyors és biztos felnyalása érdekében. A felső állcsont valamivel hosszabb, mint az alsó, és a csőrképződmény végénél találhatók a kis, tojásdad alakú orrnyílások. A szájüregben természetesen fogakat nem találunk, az állat rágásra sem képes. Ez az egyetlen emlős, aminek nincsenek fogai. Helyette a szájpadlásról nyúlnak le szarutüskék, melyekkel már elkezdik a rovarok kitinpáncéljainak szétmorzsolását.
Végtagjaik zömökek, rajtuk erőteljes szarukarmok vannak, főképp az elülső lábon. Ezt mintegy kaparóeszközként használják: feltúrják, feltörik vele a hangyák várait, hogy aztán lakmározhassanak. A hímek hátsó lábain erős sarkantyúk merednek, melyek ugyancsak jó fegyverként működnek ragadozók támadásakor.
Kültakarójuk igen különleges. A szőrzet erőteljes tüskékké alakult – olvadt össze – a háti részen, mely védi az állatot a ragadozóktól. Veszély esetén a tüskés háta alá húzza sebezhető részeit, így a ragadozóknak esélyük sincs zsákmányul ejteni. A hangyászsün hasi részén nincsenek tüskék, helyette ott erős szőrzet található.
Apró szemeik szinte alig észrevehetőek, mélyen ülnek a fej két oldalán. Érdekes, hogy a szemhéjak mellett még vékonyabb pislogóhártyájuk is van, mely a többi, fejlettebb emlősre nem jellemző. A hallójárat nyílása egészen hátul van a fejen a tüskék közé rejtve.

## Szaporodása
A hím hangyászsün péniszén négy makk van. Párzás közben ebből kettő lövell spermát a nőstény hangyászsün kétágú hüvelyébe, de minden párzáskor változó, hogy melyik kettő. A nőstény az erszényesekhez hasonlóan bőrredőt visel, ebben költi ki tojásait.

## Elterjedése
A hangyászsünök Pápua Új-Guinea, Tasmania és Ausztrália lakói.

## Rendszerezés
A hangyászsünöket a rendszertan jelenleg egy családnak tekinti, ahová két élő és egy kihalt nemet, és az ezekbe tartozó négy élő és négy kihalt fajt sorolnak.
- Tachyglossus – Illiger, 1811 
  - rövidcsőrű hangyászsün (Tachyglossus aculeatus) – Shaw, 1792
- Zaglossus – Gill, 1877
  - Attenborough-hangyászsün (Zaglossus attenboroughi) – Flannery & Groves, 1998
  - keleti hosszúcsőrű hangyászsün (Zaglossus bartoni) – Thomas, 1907
  - nyugati hosszúcsőrű hangyászsün (Zaglossus bruijni) – Peters & Doria, 1876
  - †Zaglossus hacketti
  - †Zaglossus robustus
- †Megalibgwilia – Griffiths, Wells & Barrie, 1991
  - †Megalibgwilia ramsayi
  - †Megalibgwilia robusta